# リサ・マークルンド
リサ・マークルンド（Eva Elisabeth "Liza" Marklund、1962年9月9日 - ）は、スウェーデンの作家/ジャーナリストである。ほとんどが架空の新聞記者アニカ・ベングツソン（Annika Bengtzon）を主人公とする作品は30カ国語に翻訳されて出版されている。マークルンドはスウェーデンで3番目に大きな出版社Piratförlaget社の共同オーナー且つスウェーデンのタブロイド紙『エクスプレッセン』のコラムニストであり、ユニセフ大使も務めている。米国の人気作家ジェームズ・パターソン（James Patterson）との共著である犯罪スリラー小説『The Postcard Killers』は、マークルンドの12作目の作品となる。この作品は2010年1月27日にスウェーデンで出版されて2月のスウェーデンのベストセラー作品の第1位となり、8月16日には米国でも出版された。8月末には『ニューヨーク・タイムズ』紙上のベストセラー作品で1位を獲得し、マークルンドは1位を獲得した2人目（初は『ミレニアム3部作』のスティーグ・ラーソン）のスウェーデン人作家となった。マークルンドは夫のミーケル（Mikael）と共にスペインに住んでいる。

## 作家としての経歴
1995年のデビュー以来リサ・マークルンドは8冊の犯罪小説とマリア・エリクソン（Maria Eriksson）と共著で2冊のドキュメンタリー小説（documentary novels）、ロッタ・スニッカレ（Lotta Snickare）と共著で女性指導者に関する1冊のノンフィクション作品を書いている。犯罪記者アニカ・ベングツソンを主人公としたマークルンドの犯罪小説は国際的なベストセラー作品となっている。マークルンドは1998年に出版された『爆殺魔 ザ・ボンバー』（原題：Sprängaren）で1998年度ポロニ賞（Polonipriset、女性作家による最優秀犯罪小説賞）と1998年度スウェーデン推理作家アカデミー最優秀新人賞（Debutantpriset）を獲得した。マークルンドはスウェーデン地方公共団体労働組合（Sveriges Kommunaltjänstemannaförbund）から1999年度の「今年の作家」に選出され、ラジオ局RixFMの「2007年スウェーデン文学賞」を獲得し、スーパーマーケットチェーンの出版部門ICA-kurirenが主催し1,000名が参加した年間調査のスウェーデンで最も人気の女性2003年度の第15位と2004年度の第4位に選ばれた。
マークルンドの作品は北欧5カ国全てでベストセラー第1位となり、2002年と2003年には犯罪小説の2冊がオンライン・マガジン『パブリッシング・トレンド』（Publishing Trends）の国際的ベストセラーの第13位『Prime time』（プライムタイム）と第12位『Den röda vargen』（赤い狼）になった。スカンジナビアとドイツではマークルンドのノンフィクション作品が激しい論争の的となった。

### アニカ・ベングツソン シリーズ
アニカ・ベングツソン シリーズは現在まで8冊が出版されている。このシリーズの背景はスウェーデンのストックホルムにある『クヴェルスプレッセン』（Kvällspressen）という騒がしいタブロイド紙でアニカが仕事上の野心と家庭生活の母親としての役割の狭間で葛藤する奮闘記である。
最初に出された『爆殺魔 ザ・ボンバー』ではアニカは既にやり手の記者であるが、その後の作品で話はアニカの新人記者時代や未来の夫となるトーマス（Thomas）との出会いといった出来事に数年遡り、5作目の『Den röda vargen』（赤い狼）で読者は現在へ引き戻される。第6、7、8作目の『ノーベルの遺志』、『Livstid』（生涯）、『En plats i solen』（陽の当たる場所）では主人公とテーマが入れ替わり各々の話が繋がりを持つ3部作を構成している。
アニカ・ベングツソン シリーズでリサ・マークルンドは男性主人公が主なこの分野でタブロイド紙記者のアニカ・ベングツソンという女性を主人公に起用し、しばしば政治的スキャンダルや女性問題といった時事問題を主題や伏線の中に織り込んでいる。マークルンドは、広告業界の業界誌『Resumé』により2008年スウェーデンで最も影響力のあるメディア業界人の第22位に選ばれた。『爆殺魔 ザ・ボンバー』以前はスウェーデンで商業的に成功した女性の犯罪小説家は非常に稀であったが、マークルンドは大成功を収めたスウェーデンで初の女性犯罪小説家となった。

#### 映画
アニカ・ベングツソン シリーズ中の2作品『爆殺魔 ザ・ボンバー』と『Paradise』は英国人映画監督コリン・ナトレー（Colin Nutley）によりスウェーデンで映画化された。両作品ではヘレナ・ベリストローム（Helena Bergström）がアニカ・ベングツソンを演じ、2001年と2002年に公開された。
2009年に映画/テレビ番組制作会社イエローバード（Yellow Bird）はアニカ・ベングツソン シリーズの残りの6作品『Studio sex』（第6スタジオ）、『Prime time』（プライムタイム）、『Den röda vargen』（赤い狼）、『ノーベルの遺志』、『Livstid』（生涯）、『En plats i solen』（陽の当たる場所）の映像化権を購入した。汎ヨーロッパの制作/配給グループ企業ゾデイアック・エント（Zodiak Ent）の一員であるイエローバードは、スティーグ・ラーソンのミレニアム3部作を基にした映画や賞を獲得したケネス・ブラナー主演の英語版『ヴァランダー』シリーズのTV映画を製作している。ミレニアム3部作と同様に総制作予算は1億SEK（ちょうど€1,000万弱）程になると見込まれている。このシリーズの主演、脚本、監督はまだ明かされていないが、撮影は2010年遅くに始まるものと予想されている。

#### 時系列
アニカ・ベングツソン シリーズは作品内での出来事の時系列に沿っては書かれていない。時系列に並べると以下の通り：
1. 『Studio sex』（1999年、第6スタジオ） – 『爆殺魔 ザ・ボンバー』での出来事の8年前の物語
2. 『Paradise』（2000年、パラダイス） – 『Studio sex』（第6スタジオ）に続く物語
3. 『Prime time』（2002年、プライムタイム） – 『Paradise』（パラダイス）と『爆殺魔 ザ・ボンバー』の間の物語
4. 『爆殺魔 ザ・ボンバー』（1998年、原題：Sprängaren）
5. 『Den röda vargen』（2003年、赤い狼） – 『爆殺魔 ザ・ボンバー』の終わりから展開する独立した物語
6. 『ノーベルの遺志』（2006年、原題：Nobels testamente） – 『Den röda vargen』（赤い狼）の数か月後の物語
7. 『Livstid』（2007年、生涯） – 『ノーベルの遺志』の続編
8. 『En plats i solen』（2008年、陽の当たる場所） - 『Livstid』（生涯）の続編

最後の3作品はシリーズの中で3部作を構成している。

### マリア・エリクソン シリーズ
マークルンドの小説家としてのデビュー作品は1995年の『Gömda - en sann historia』（隠遁 - 本当にあった物語）であった。事実を基にしたこの作品はボーイフレンドから暴力を受けて身を隠さざるを得なかった女性の物語であり、2000年に改訂、再版された新版はスウェーデンの出版史上最大のベストセラー作品となった。2004年に出版されたマリア・エリクソン シリーズの第2作『Asyl - den sanna fortsättningen på Gömda』（アジール - 隠遁の後に）では、主人公の女性が如何にして家族と共に国外へ逃避せざるを得なかったかが描かれ、2003年2月についに主人公は米国内にドメスティックバイオレンス用のアジールを与えられた。この物語はスウェーデン国内で注目を浴び、スウェーデンの政党間で議論されるようにもなった。
シリーズ内でこの主人公が使用する偽名が「マリア（又はMia：ミア）・エリクソン」であり、シリーズ2作品の初版には共同執筆者として名前が載せられていた。この作品の真実性に関する論争が起きた後、2009年に「ミア」はこれを証明するために身元を明らかにした。現在「ミア」は新しい夫と共にアリゾナ州に住み、2006年から自身の人生とドメスティックバイオレンスに関する本を更に3冊著しているが、これにマークルンドは係っていない。
『Gömda - en sann historia』（隠遁 - 本当にあった物語）は、レバノンからの移民である「ミア」と「黒い目の男」が間もなくして虐待関係になる物語を描いている。2人は子供を儲けてから別れたが虐待は続き、「ミア」が再婚すると激しさを増した。社会保障制度はこの家族を守ることができず、一家は身を隠さざるを得なくなった。
「黒い目の男」は9年後に出版されたシリーズの第2作『Asyl - den sanna fortsättningen på Gömda』（アジール - 隠遁の後に）でも敵役であり、この作品では主人公の女性が如何にして家族と共に国外へ逃避せざるを得なかったかが描かれている。一家はスウェーデンから南アメリカへ移り、その後アジールを確立するために5年間を米国で過ごしている。「マリア・エリクソン」は、ドメスティックバイオレンスと女性虐待（gender-based abuse）の犠牲者としての適用を受け入れ、2003年2月25日にアジールを与えられた。

#### 論争
スウェーデンのジャーナリストのモニカ・アントンソン（Monica Antonsson）は、『Gömda - en sann historia』（隠遁 - 本当にあった物語）の背景となっている事実を批判した本を2008年に出版した。リサ・マークルンドとマークルンドの出版社は、人物の特定が困難になるように幾らかの変更を加えたが物語の大部分は事実に則していると反論したが、作品の表題は「本当にあった物語」よりも「事実を基にした」とすべきであったと認めた。
アントンソンは、マリア・エリクソンの学年と仕事が事実に則しておらずボーイフレンドの人種と犯罪履歴が作品の中に反映されていないことを批判した。例えば「マリア・エリクソン」のチリ人の夫による加重暴行（aggravated assault）後に「黒い目の男」が入院したことやこの暴行の罪でチリ人の夫が1年間の懲役刑になったことが作品内では触れられていない。
この批判に応じてマークルンドは物語の大部分は事実に則しており、誇張や欺瞞は含まれていないものと考えていると述べ、この物語が裁判所や社会福祉機関からの数多くの公的書類に基づいていることに言及した。また自身は「ミア・エリクソン」のチリ人の夫による加重暴行のことは知らずこのことをモニカ・アントンソンの著作を読んで初めて知ったと書いているが、もしこの記録についてのアントンソンの情報が正しくともその後の裁判所の決定が「マリア・エリクソン」の以前のボーイフレンドにより一家が脅かされていることを認めていることに言及した。
この論争はペール・オロフ・エンクィスト（Per Olov Enquist）の『Legionärerna』を巡る論争と比較され、ドキュメンタリー小説とその読者との関係を分析する学術的な研究へと繋がった。このジャンルは事実とフィクションをないまぜにしたものを基にしており、ここでは著者自身の解釈が含まれるということがこのジャンルでは当然のものとなっている。ドキュメンタリー小説はしばしば政治的問題を内在しており、『Gömda - en sann historia』（隠遁 - 本当にあった物語）では虐待を受ける女性がさらされている状況を表面化させることとなった。多くのハリウッド映画と同様にこのジャンルも幅広い読者に訴えかけるために人気のある話題をとりあげている。
初め1995年にボニエル社（Bonniers）から発売された『Gömda』（隠遁）は、出版業界のカタログでは「自伝/伝記」の分野に入れられていた。2000年にPiratförlaget社から改訂版が『Gömda - en sann historia』（隠遁 - 本当にあった物語）として再版されるとPiratförlaget社が使う用語の「ドキュメンタリー小説」の分野にボニアー社版と共に入れられた。
2009年1月にスウェーデン王立図書館（Kungliga biblioteket）と公立図書館は、この作品の真実性に関して湧き上がってきた疑問のためにノンフィクションとされている全ての書籍の再分類を実施した。『Gömda - en sann historia』（隠遁 - 本当にあった物語）は、最初からフィクションに分類されていたためにこの再分類で分野が変更されることはなかった。
Piratförlaget社の共同経営者で広報担当のヤン・ギィユーは、報道陣に対し会社としてはこの作品を「本当にあった物語」として市場に出したことを後悔しており「事実を基にした」とすべきであったと語った。マークルンドが仕事をしている夕刊タブロイドの『エクスプレッセン』紙上でPiratförlaget社のもう一人の共同経営者であるアン＝マリー・スカルプ（Ann-Marie Skarp）は、彼女がいうところの賢い読者はこの作品がリアリティに基づいた小説であり、ということはこの作品が伝記ではないということを理解しているので読者が「本当にあった物語」という表題に惑わされることはないと述べた。
最初の出版元ボニエル・アルバ社（Bonnier Alba）のシェシュティン・アンゲリン（Kerstin Angelin）は報道の中で論争に関して「話の筋、物語の大部分はそれが本当の話と呼べるほどに正確である。しかし、そういうことを気にしない人以外に様々な理由により氏名や職業といった個人情報を大っぴらにすることを望まない人もいる。微にいり細にいり隅から隅まで全てが真実でないということでもそれはそれで全く理にかなっている。」と述べた。

## ユニセフ大使
2004年にリサ・マークルンドは人権問題に対する長年の関与を認められて国際連合児童基金ユニセフの大使に任命された。マークルンドはユニセフを代表して定期的に出張し、その他諸々の案件の中でも特に第三世界の子供の奴隷やHIVやAIDSに感染した子供に関連した問題を担当している。

## 著作

### アニカ・ベングツソン シリーズ
- Sprängaren （1998年、『爆殺魔 ザ・ボンバー』 柳沢由実子 訳　講談社文庫 2002年、著者名 リサ・マークルンド）
- Studio sex （1999年、第6スタジオ）
- Paradise （2000年、パラダイス）
- Prime time （2002年、プライムタイム）
- Den röda vargen （2003年、赤い狼）
- Nobels testamente （2006年、『ノーベルの遺志（上下）』久山葉子訳　創元推理文庫　2013年、著者名 リザ・マークルンド）
- Livstid （2007年、生涯）
- En plats i solen （2008年、陽の当たる場所）

### マリア・エリクソン シリーズ
- Gömda - en sann historia （隠遁 - 本当にあった物語 1995年、改訂版 2000年）
- Asyl - den sanna fortsättningen på Gömda （アジール - 隠遁の後に 2004年）

### その他
- Härifrån till jämställdheten  ロッタ・スニッカレ（Lotta Snickare）と共著（1998年）
- Det finns en särskild plats i helvetet för kvinnor som inte hjälper varandra  ロッタ・スニッカレと共著（2005年）
- The Postcard Killers  ジェームズ・パターソン（James Patterson）と共著（2010年）

## 受賞
- 1998年度ポロニ賞（Polonipriset、女性作家による最優秀犯罪小説賞）（『爆殺魔 ザ・ボンバー』で）
- 1998年度スウェーデン推理作家アカデミー最優秀新人賞（Debutantpriset）（『爆殺魔 ザ・ボンバー』で）
- スウェーデン地方公共団体労働組合（Sveriges Kommunaltjänstemannaförbund）の1999年度「今年の作家」（『Studio sex』で）